# Baillons kleine pijlstormvogel
Baillons kleine pijlstormvogel (Puffinus bailloni) is een vogel uit de familie van de stormvogels en pijlstormvogels (Procellariidae). Deze vogel is genoemd naar de Franse natuuronderzoeker Louis Antoine François Baillon (1778-1851).

## Verspreiding en leefgebied
Deze soort komt voor in de Indische Oceaan en de Grote Oceaan en telt vijf ondersoorten:
- P. b. nicolae: de eilanden van de noordwestelijke Indische Oceaan.
- P. b. colstoni: Aldabra.
- P. b. bailloni: Mauritius, Réunion en het eiland Europa.
- P. b. dichrous: Micronesië en westelijke en oostelijk Polynesië
- P. b. gunax: Vanuatu (in Melanesië).

## Status
De grootte van de wereldpopulatie is niet gekwantificeerd. Men veronderstelt dat de soort in aantal stabiel is. Om deze redenen staat Baillons kleine pijlstormvogel als niet bedreigd op de Rode Lijst van de IUCN.